# Isla Umboi
La isla Umboi (en inglés: Umboi Island, también llamada Rooke o Siassi) es una isla volcánica ubicada entre la parte continental de Papúa Nueva Guinea y la isla de Nueva Bretaña. Está separada de Nueva Bretaña por el estrecho de Dampier y tiene una altura máxima de 1548 metros. Umboi es un complejo volcánico del Holoceno sin erupciones en tiempos históricos. Un complejo volcánico se refiere al conjunto extenso de centros volcánicos mayores y menores relacionados y asociados con lava y flujos piroclásticos.
Se dice (por parte de algunos nativos y por algunos investigadores estadounidenses) que es el hogar de la «ropen», una criatura nocturna, tipo de murciélago, que se alimenta de peces.